# Вільгельм Франкен
Вільгельм Франкен (нім. Wilhelm Franken; 11 вересня 1914, Білефельд — 13 січня 1945, Кіль) — німецький офіцер-підводник, корветтен-капітан крігсмаріне. Кавалер Лицарського хреста Залізного хреста.

## Біографія
5 квітня 1935 року вступив у ВМС. Служив артилерійським офіцером Дунайської флотилії, а потім на лінійному кораблі «Шарнгорст». У жовтні 1940 року переведений в підводний флот, 1-й вахтовий офіцер підводного човна U-331, на якому здійснив 3 походи. З 17 березня 1942 року — командир U-565, на якому зробив 11 походів (провівши в морі в цілому 274 дні). Здійснив 6 походів в Середземне море. 7 жовтня 1943 року переведений в командування підводного флоту. Загинув під час пожежі на борту пристосованого під гуртожиток корабля «Дарессалам» разом з Георгом фон Біттером і Зігфрідом Людденом.
Всього за час бойових дій потопив 4 кораблі загальною водотоннажністю 12 887 тонн і пошкодив 2 кораблі загальною водотоннажністю 17 565 тонн. 
| Дата           | Назва корабля                  | Тип                  | Тоннаж | Вантаж | Екіпаж | Загинули | Країна             | Конвой |
| -------------- | ------------------------------ | -------------------- | ------ | --- | ------ | -------- | ------------------ | ------ |
| 23 квітня 1942 | Kirkland                       | Торговий пароплав    | 1,361  | Баласт | 23     | 1        | Британська імперія | TA-36  |
| 18 грудня 1942 | HMS Partridge (G30)            | Есмінець             | 1,540  | | 211    | 38       | Британська імперія |        |
| 24 лютого 1943 | Nathanael Greene (пошкоджений) | Торговий пароплав    | 7,176  | 1300 тонн генеральних вантажів і продуктів харчування, 700 тонн баласту і палубний вантаж (танки і вантажівки) | 57     | 4        | США                | MKS-8  |
| 27 лютого 1943 | Seminole (пошкоджений)         | Тепловий танкер      | 10,389 | 8000 тонн авіаційного пального                                                                                 | 51     | 1        | Британська імперія | TE-16  |
| 20 квітня 1943 | Michigan                       | Торговий пароплав    | 5,594  | 6300 тонн генеральних військових вантажів і палубний вантаж (військові планери)                                | 61     | 0        | США                | UGS-7  |
| 20 квітня 1943 | Sidi-Bel-Abbès                 | Військовий транспорт | 4,392  | Війська із Сенегалу                                                                                            | 1131   | 611      | Франція            | UGS-7  |

## Звання
- Кандидат в офіцери (5 квітня 1935)
- Фенріх-цур-зее (1 липня 1936)
- Оберфенріх-цур-зее (1 січня 1938)
- Лейтенант-цур-зее (1 квітня 1938)
- Оберлейтенант-цур-зее (1 жовтня 1939)
- Капітан-лейтенант (1 квітня 1942)
- Корветтен-капітан (1 січня 1945)

## Нагороди
- Медаль «За вислугу років у Вермахті» 4-го класу (4 роки; 4 квітня 1939)
- Залізний хрест
  - 2-го класу (14 квітня 1940)
  - 1-го класу (28 січня 1942)
- Медаль «У пам'ять 1 жовтня 1938» (31 травня 1940)
- Нагрудний знак підводника (15 жовтня 1941)
- Нагрудний знак флоту (28 січня 1942)
- Хрест «За військові заслуги» (Італія) (30 березня 1942)
- Лицарський хрест Залізного хреста (30 квітня 1943)
- Бронзова медаль «За військову доблесть» (Італія) (29 травня 1943)